# Río Cuerpo de Hombre

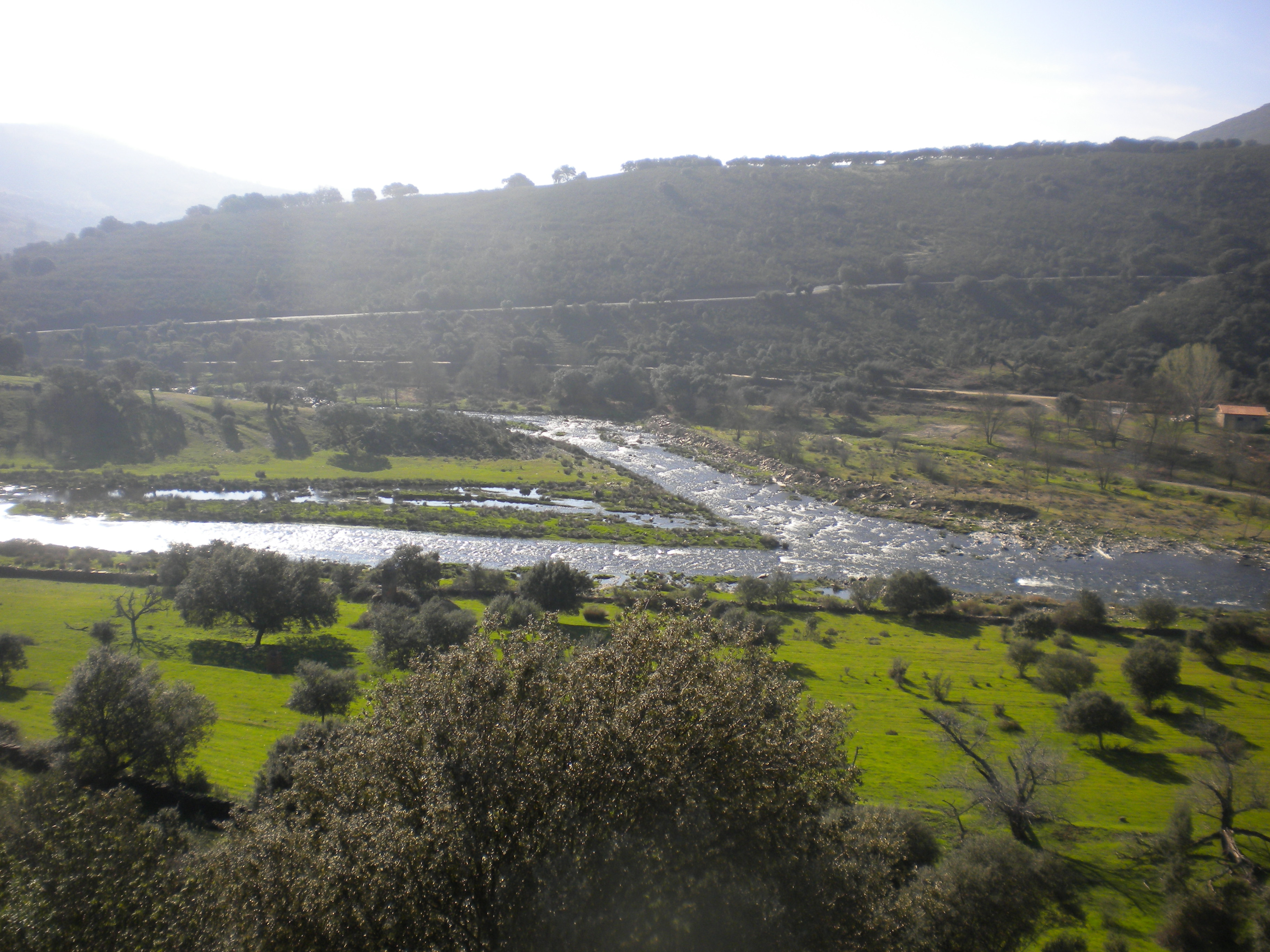
Confluencia de los ríos Alagón y Cuerpo de Hombre (al fondo).

El río Cuerpo de Hombre es un afluente del río Alagón, en la cuenca del río Tajo, en España. Transcurre en su totalidad dentro de la provincia de Salamanca. Nace en la sierra de Candelario, que es parte de la sierra de Béjar en el Sistema Central, y desemboca cerca del municipio de Sotoserrano. A lo largo de sus más de cincuenta kilómetros de extensión, pasa por los municipios de Candelario, Béjar, Montemayor del Río, Lagunilla y Valdelageve.

## Etimología
Ya en época romana llevaba su nombre actual, como "Hominis Corpus".[cita requerida]

## Nacimiento y curso
El río Cuerpo de Hombre nace en Hoya de Moros, circo glaciar extinto de la sierra de Candelario, que es parte de la sierra de Béjar en el Sistema Central, a 2300 m de altura. El modelado final del circo glaciar se produjo durante la última era glaciar, desde hace 100 000 años hasta hace 12 000 años. Pero la Sierra estuvo formándose desde hace 40 Ma hasta hace 2 Ma, durante la Orogenia Alpina. 
El curso fluvial del río se extiende a lo largo de más de cincuenta kilómetros, pasando por los municipios salmantinos de Candelario, Béjar, Montemayor del Río, Lagunilla, Valdelageve y desemboca cerca del municipio de Sotoserrano, a menos de 500 m de altitud.

## Desnivel
El caudal del río se alimenta de las diferentes vertientes que suman un desnivel de 1500 m, a través de diferentes arroyos y del deshielo de la nieve acumulada en las cumbres de la sierra de Candelario.

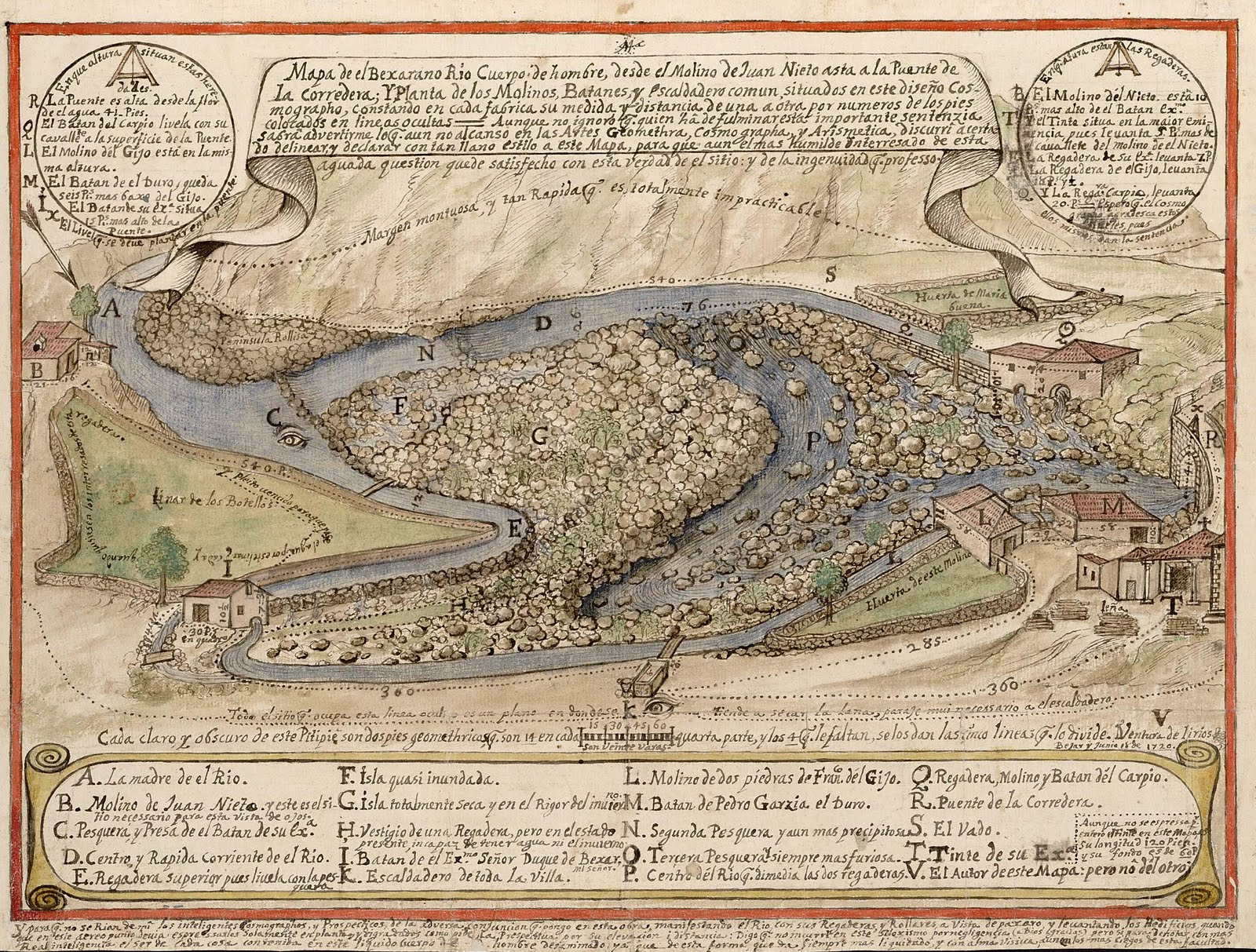
Mapa de el bexarano Río Cuerpo de hombre, desde el Molino de Juan Nieto asta (sic) la Puente de la Corredera, firmado «Ventura de Lirios (rúbrica)/ Bejar y junio 18 de 1720», Archivo de la Real Chancillería de Valladolid

## Mayor caudal histórico
Históricamente el mayor caudal registrado se produjo el 13 de diciembre de 1617. Una crecida súbita y muy caudalosa del volumen de agua produjo daños materiales en Béjar y la destrucción casi total de tres puentes en el municipio de Montemayor del Río. 
El puente de la Malena (de origen romano) y por el que trascurre la calzada romana de la Vía de la Plata (itinerarios XXIV de Antonino, milla CXXXIV) quedó muy dañado, donde sólo sobrevivieron unos estribos.
El puente de la Villa de Montemayor quedó arrasado. Y un tercer puente que debió estar aguas abajo en lugar llamado «el paso de las Carretas» en el municipio de Lagunilla, desapareció para siempre. Los dos primeros puentes fueron reconstruidos durante el siglo XVII.
Estos episodios catastróficos en el río se engloban dentro de la llamada Pequeña Edad de Hielo (PEH), cuyo periodo se engloba entre el siglo XIII y el siglo XVIII.

## Caudal
Los caudales que describen actualmente el cauce pueden llegar a 68 m³/s.

## Geología
Desde un punto de vista geológico, el río Cuerpo de Hombre atraviesa dos zonas completamente diferentes: nace en una zona granítica (plutónica) que forma buena parte de la submeseta Norte de la península ibérica y a continuación pasa a zona pizarrosa cuando se asoma a la llanura extremeña. La zona de contacto se encuentra en el pequeño municipio de Valdelageve, al igual que las zonas de marmitas graníticas, en el final del recorrido granítico y justo antes de alcanzar la falla de separación litológica.